# Blas de Atienza
Blas de Atienza (Segovia, España, ¿1489? - ¿Trujillo, Virreinato del Perú, años 1550?) fue un militar español que participó en el descubrimiento y conquista del Perú. Fue el primer alcalde ordinario de San Miguel de Tangarará, actual Piura, la primera ciudad hispana fundada en el Perú; y el primer alcalde ordinario de Trujillo.

## Biografía
Se desconoce la fecha exacta en que llegó a América. Acompañó a Vasco Núñez de Balboa en el descubrimiento del Mar del Sur el 25 de septiembre de 1513, siendo el segundo hombre, después de Alonso Martín de Don Benito, que se abalanzó al mar sobre un tronco, acción con la que pretendió pasar a la historia. Muerto Balboa, pasó a servir a Gaspar de Espinosa y a Pedrarias. Asistió a la fundación de la ciudad de Panamá y fue elegido teniente de alguacil mayor (1519).
En Panamá se relacionó con Francisco Pizarro y Diego de Almagro, personajes que por esa época se asociaban para emprender  la conquista de los territorios situados más al sur, que ya empezaban a ser conocidos como el Perú. Participó en el primer y en el tercer viaje de Pizarro, luchando en las guazábaras o escaramuzas contra los indígenas en Coaqué, isla Puná y Tumbes. El 14 de abril de 1531, estando en Coaqué, fue nombrado contador por Pizarro, que ya ostentaba el título de Gobernador, y que al parecer fue su primera provisión en tal calidad.
Producida la entrada al Perú, estuvo en la fundación de San Miguel de Tangarará, actual ciudad de Piura, la primera ciudad fundada por los españoles en territorio peruano, siendo nombrado como uno de los dos alcaldes ordinarios; el otro era Gonzalo Farfán de los Godos (1532). Por ende, fue el primer alcalde de la historia municipal del Perú.
Permaneció en San Miguel, mientras Pizarro y el grueso de su hueste marchaba a Cajamarca. Como los tallanes o indígenas de Piura amenazaban con rebelarse, se dirigió a Cajamarca para pedir refuerzos a Pizarro. Este atendió su pedido y envió a Sebastián de Benalcázar con diez jinetes.
Regresó a San Miguel, pero dejó el mando de la ciudad a Benalcázar. Luego se unió a las fuerzas de Diego de Almagro que marchaban a Quito a cerrar el paso al adelantado Pedro de Alvarado, que al frente de un nutrido ejército había venido desde Guatemala a disputarle la posesión del Perú a Pizarro. Integró una partida de jinetes enviada a espiar a las fuerzas de Alvarado, siendo descubierto y apresado por el maese de campo Diego de Alvarado. Fue liberado tras el entendimiento entre Diego de Almagro y Pedro de Alvarado en Riobamba.
Afectado por una enfermedad a los ojos, decidió alejarse de la actividad bélica. En 1535 se trasladó a Trujillo, fundada cerca de la antigua ciudad chimú de Chan Chan (costa norte del Perú), de la cual fue su primer alcalde y regidor perpetuo.
Durante las guerras civiles entre los conquistadores del Perú, se mantuvo leal al bando de la Corona, pero debido a su mal físico, no quiso involucrarse directamente en las acciones militares y se limitó a colaborar con su peculio. Se dice también que más le interesaba buscar los tesoros de las tumbas preincas de los alrededores de Trujillo. Era también Tesorero de la Corona.
En 1545 nuevamente aparece como alcalde ordinario de Trujillo, ocasión en que fue apresado por el capitán Melchor Verdugo y obligado a entregar 3712 pesos de oro de la tesorería real. Sometido a otros maltratos, fue embarcado rumbo a Nicaragua, pero regresó al año siguiente. Se juntó con el capitán Diego de Mora y a bordo de un navío de su propiedad, se unió a la armada de Lorenzo de Aldana, para apoyar al licenciado Pedro de la Gasca en la guerra contra el rebelde Gonzalo Pizarro. Acompañó al ejército realista hasta la batalla de Jaquijahuana, pero no luchó pues se hallaba ya casi ciego (1548).
Pacificado el Perú, regresó a Trujillo, donde fue una vez más alcalde en 1549 y posteriormente procurador general. Lo último que sabemos de él es que firmó en calidad de testigo en la probanza del difunto Gaspar de Espinosa, fechada en Lima, el 26 de febrero de 1552.
Sabemos también que tuvo un hijo, Luis de Atienza, que heredó su repartimiento de Collique (en la costa norte del Perú), y una hija, de la que se desconoce su destino. También tuvo una hija natural, fruto de su relación con una india de Jauja: la mestiza Inés de Atienza, que se casó con el encomendero Pedro de Arcos. Ya viuda, Inés acompañó a Pedro de Ursúa en su expedición a la selva amazónica en busca de El Dorado (1560) y murió a manos del desalmado Lope de Aguirre.